# 常彦卿
常彦卿（1914年12月—1986年12月9日），蒙古族，吉林省永吉县人。曾任中国银行副行长、党组副书记、副董事长、代行长、代董事长，1981年兼交通银行董事长、总经理，中国银行信托咨询公司董事长。

## 生平
生于吉林市蒙古镶黄旗的没落家庭，利用“旗费”读大学。
1933年参加了中国共产党外围组织“反帝大同盟”。1937年4月经组织安排入关、参加八路军。1938年6月加入中国共产党。
文革时期，被中央“三办”关进秦城监狱审查其历史问题七年。

## 家人
- 夫人邱里虹：广西人，投奔延安参加革命。
- 女儿常崴克：1941年生。在国防科委某试验训练基地工作，文革时转业到沈阳。
  - 女婿张希元
- 儿子常虹：曾在云南生产建设兵团支边。